# Bienal de Sharjah
La Bienal de Sharjah es una gran exposición de arte contemporáneo que tiene lugar cada dos años en la ciudad de Sharjah, Emiratos Árabes Unidos. La primera edición de la bienal tuvo lugar en 1993, y fue organizada por el Departamento de Cultura e Información de Sharjah, que dirigió los primeros compases de la muestra internacional. En 2003 sufrió una considerable reorganización por parte del sultán Al Qasimi.

## Historia

### 2005 –  7ª edición
La 7.ª edición, titulada Pertenencia (Belonging) fue comisariada por Jack Persekian, Ken Lum y Tirdad Zolghadr. Tuvo lugar entre el 6 de abril y el 6 de junio de 2005. La exposición centrada en los asuntos de 'pertenencia, identidad y ubicación cultural'.

### 2007 – 8ª edición
Llevó por título Bodegón: Arte, Ecología y Política de Cambio (Still Life: Art, Ecology, and the Politics of Change) y estuvo comisariada por Mohammed Kazem, Jonathan Watkins y Eva Scharrer. La exposición se celebró entre el 4 de abril y el 4 de junio de 2007 en Sharjah Museo de Arte, Centro de Expo Sharjah, Área de Patrimonio, Universidad americana de Sharjah & muchos ubicaciones exteriores en Sharjah.

### 2009 - 9ª edición

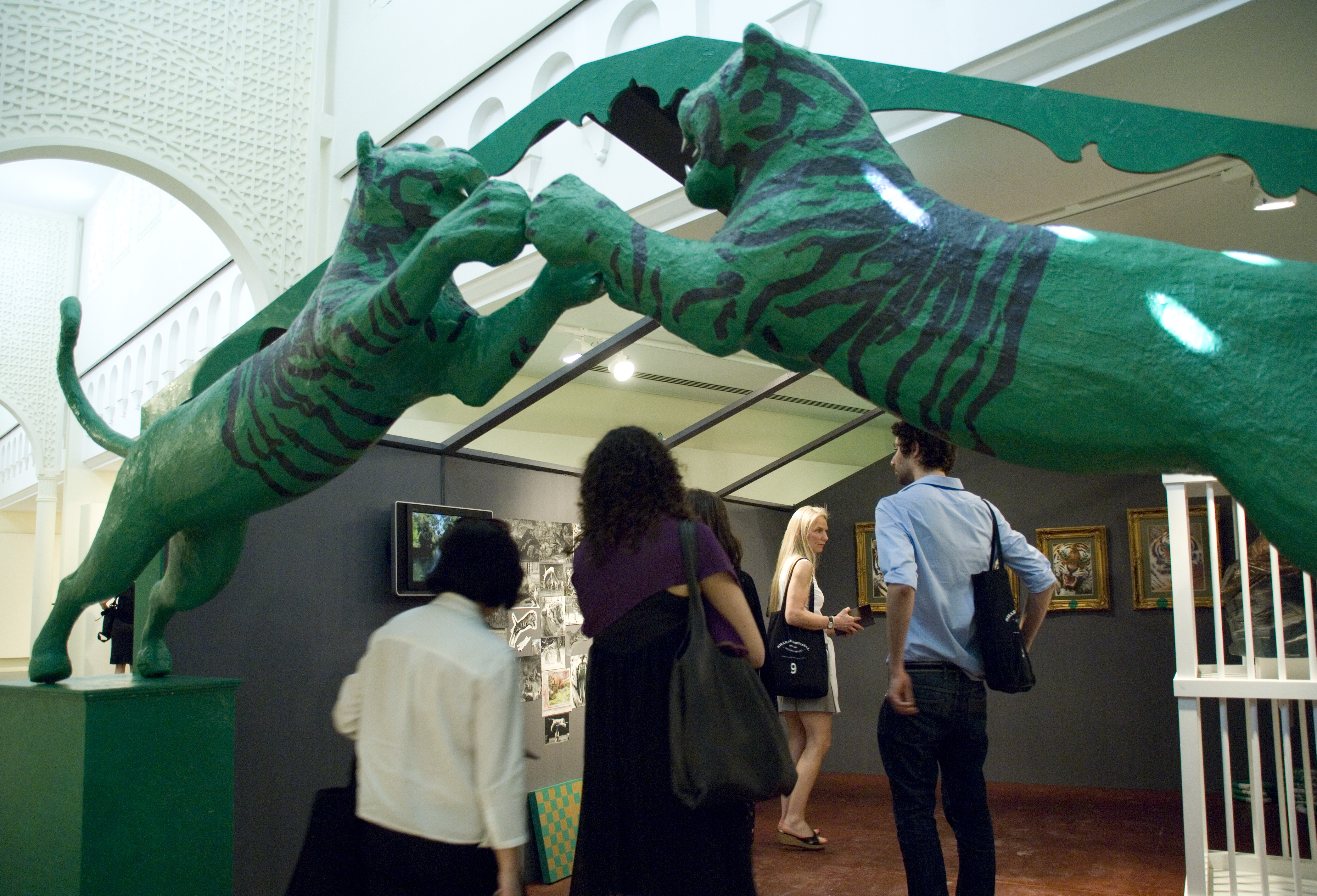
"Halcyon Tarp", instalación de Firoz Mahmud en Sharjah Bienal en 2009

La 9ª. edición llevó por título Provisiones para un futuro (Provisions For The Future) y estuvo comisariada por Isabel Carlos, y la instalación y película Past Of The Coming Days estuvo comisariada por Tarek Abou El Fetouh. La exposición tuvo lugar entre el 19 de marzo y el 16 de  mayo de 2009.
Participaron artistas como Hamra Abbas, Diana Al-Hadid, Firoz Mahmud, Halil Altindere, Juan Araújo, Tarek Atoui, Lili Dujourie, Hala Elkoussy, Ayse Erkmen, Amir H. Fallah, Lara Favaretto, Lamya Gargash, Mariam Ghani, Simryn Gill, Sheela Gowda, Laurent Grasso, NS Harsha, Joana Hadjithomas & Khalil Joreige, Lamia Joreige, Nadia Kaabi-Linke, Hayv Kahraman, Nadia Kaabi Linke, Maider López, Liliana Porter, Karin Sander, Liu Wei, Lawrence Weiner, Yonamine, Nika Oblak & Primõz Novak, Basma Al-Sharif, Nida Sinnokrot, David Spriggs o Lawrence Weiner, entre otros.

### 2011 – 10.ª edición
Titulada Plot for a Biennial (Parcela para un Bienal), la 10.ª edición de la bienal, estuvo comisariado por Suzanne Cotter y Rasha Salti, junto a Haig Aivazian, y tuvo lugar entre el 16 de marzo y el 16 de mayo de 2011. SB10 cubrió el tan-Primavera Árabe llamada, el movimiento que aspira para cambio político que había sido actual en varios países de árabe para varios meses alrededor de aquel periodo. El bienal era hosted a través de varios locales en el corazón de Sharjah, incluyendo hitos de Emirati arquitectura y Sharjah  Estadio de Criquet histórico. La exposición incluyó 119 artistas y participantes de 36 países a través del globo.

### 2013 – 11.ª edición
La 11.ª edición del bienal, Re:emerge: Hacia una Cartografía Cultural Nueva, era hosted entre 13 Marcha a 13 de mayo de 2013 y estuvo comisariado por Yuko Hasegawa, jefe curator del Museo de Arte Contemporáneo en Tokio.
Participando los artistas incluyeron: Ravi Agarwal, Nevin Aladag, Francis Alÿs, Jananne Al-Ani, Alfredo & Isabel Aquilizan, Matthew Barney y Elizabeth Peyton, Luz Maria Bedoya, David Claerbout, Olafur Eliasson, Monir Shahroudy Farmanfarmaian, Shilpa Gupta, Yu-ichi Inoue, Lamia Joreige, Jesper Justo, Amar Kanwar, Kan Xuan, Pablo Lobato, Basir Mahmood, Cinthia Marcelle, Taus Makhacheva, Angelica Mesiti, Otobong Nkanga, Gabriel Orozco, Khaled Sabsabi, Pascale Marthine Tayou, y Fumito Urabe. [La cita necesitada]

### 2015 – 12.ª edición

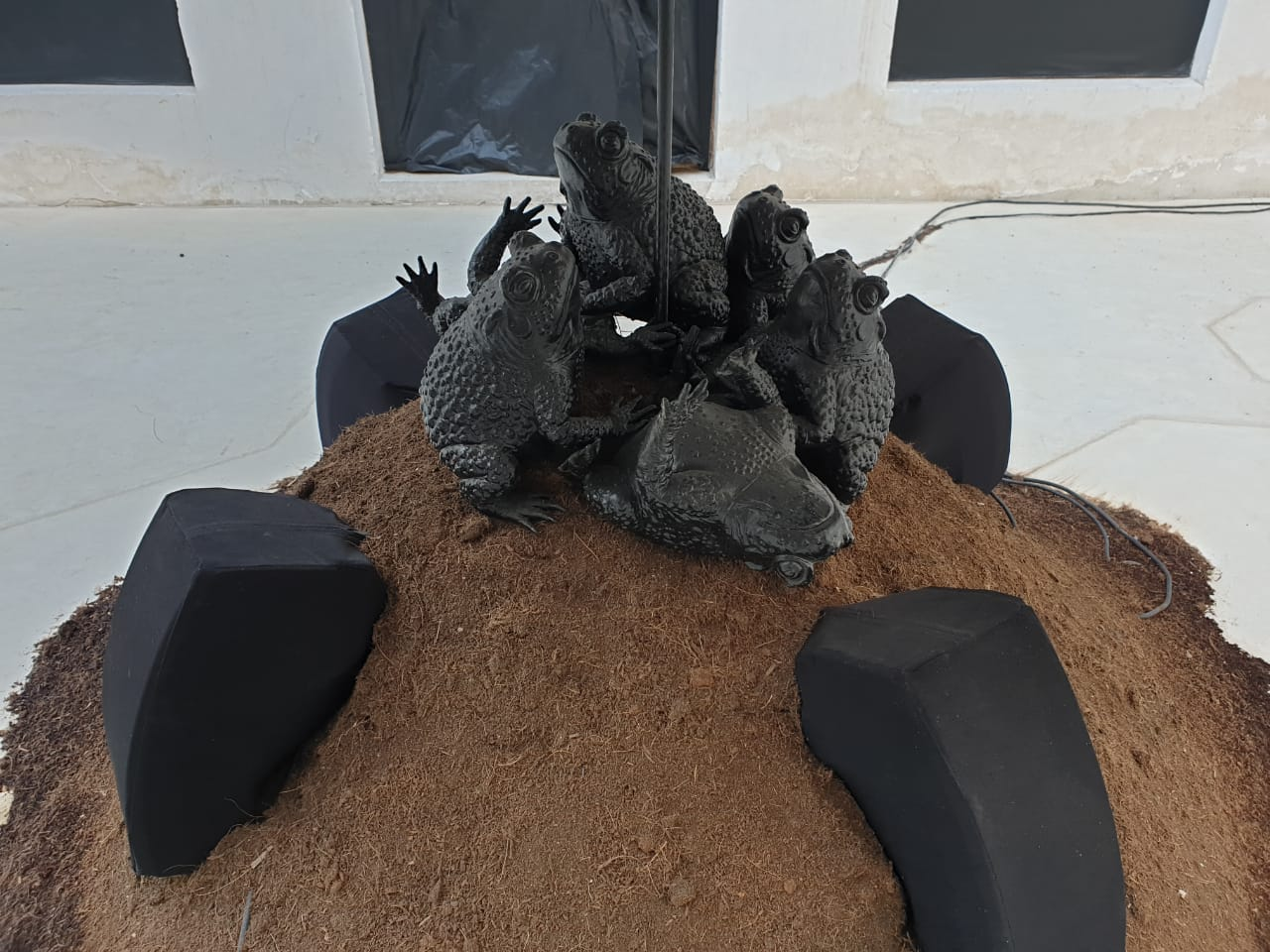
"Haciendo Tiempo Nuevo", parte de instalación por Heather Phillipson en Sharjah Bienal en 2019

El pasado, el presente, el posible (The past, the present, the possible), comisariado por Eungie Joo, tuvo lugar en espacios públicos alrededor del Sharjah Museo de Arte, el Sharjah oficinas de Fundación del Arte y Al Mureijah área de patrimonio. El 12.º Bienal estuvo aguantado entre 5 Marcha — 5 de junio de 2015.

### 2017 – 13.ª edición
El 13.º Bienal, titulado Tamawuj, estuvo comisariado por Christine Tohmé y abrió el 10 de marzo de 2017 con exposiciones en Sharjah y Beirut, junto a proyectos en Dakar, Ramallah, y Estambul de octubre de 2017 a través de enero de 2018.

### 2019 – 14.ª edición
La 14.ª edición de la bienal llevó por título Leaving the Echo Chamber y fue comisariada por Zoe Butt, Omar Kholeif y Claire Tancons. La exposición tuvo lugar en la Fundación Sharjah de Arte entre los días 7 de marzo y 10 de junio de 2019.